# Liste der Denkmale und Gedenkstätten in Stralsund
Die Liste der Denkmale und Gedenkstätten in Stralsund weist eine Aufstellung der Denkmale und Gedenkstätten der Stadt Stralsund auf (ohne Anspruch auf Vollständigkeit).

## Denkmäler
| Bild        | Beschreibung und Hintergründe | Standort | Künstler              | Datum der Aufstellung oder Einweihung            |
| ----------- | --- | --- | --------------------- | ------------------------------------------------ |
|             | Ernst-Moritz-Arndt-Büste Ernst-Moritz-Arndt besuchte das Gymnasium Stralsund im ehemaligen Katharinenkloster Stralsund. | Katharinenkloster (Deutsches Meeresmuseum, Innenhof), Mönchstraße (Karte) | Albert Manthe         | 4. Sep. 1900                                     |
|             | Gedenktafel Bombenangriff auf Stralsund am 6. Oktober 1944 Inschrift: „Die Bürger der Stadt Stralsund gedenken der mehr als 800 Opfer des Luftangriffes vom 6. Oktober 1944. Den Toten zur Ehre, den Lebenden zur Mahnung!“ | bis zur Bebauung des Quartiers Privathaus des Juweliers Stabenow, Hauswand Badenstraße 1 zur Ossenreyerstraße | ?                     | 6. Okt. 2005                                     |
| mehr Bilder | Hermann-Burmeister-Gedenkstätte Zu Ehren des aus Stralsund stammenden Hermann Burmeister richtete das Deutsche Meeresmuseum diese Gedenkstätte ein. Hier finden sich Informationen rund um Burmeister sowie weitere aus Stralsund stammende Wissenschaftler. Sein eigentliches Geburtshaus existiert nicht mehr. | Mönchstraße 45 (Karte) | ?                     | ?                                                |
|             | Gustav-Adolf-Büste Die Büste zu Ehren des schwedischen Königs Gustav II. Adolf im Rathausdurchgang ist ein Geschenk des Königreichs Schweden anlässlich des 300. Jahrestages des Besuchs des Königs in Stralsund. Sie ist ein Abguss eines Originals des 17. Jahrhunderts. | Rathaus Stralsund, Durchgang, Alter Markt | Hans von der Putt     | 10. Sep. 1930 (aufgestellt am 16. November 1932) |
| mehr Bilder | Judenstele Die Stele erinnert seit 1988 an die Geschichte der Juden in Stralsund und die nahezu vollständige Vernichtung der jüdischen Gemeinde Stralsunds durch die Nationalsozialisten. Die Inschriften auf der Stele lauten: “Ich gebe ihnen in meinem Haus und in meinen Mauern ein Denkmal und einen Namen: Einen ewigen Namen der nicht ausgetilgt wird. Jesaja 56,5”, נָתַתִּי לָהֶם בְּבֵיתִי וּבְחוֹמֹתַי יָד וָשֵׁם - שֵׁם עוֹלָם אֶתֶּן-לָהֶם אֲשֶׁר לֹא יִכָּרֵת (hebräischer Text Jesaja 56,5) und “Zum Gedenken an die jüdische Gemeinde und ihre Synagoge, in der sie von 1787 bis 1938 versammelt war.”. Die Hinweistafel bei der Stele trägt die Inschrift: “Die Stele zum Gedenken an die jüdischen Opfer des faschistischen Pogroms vom 9. November 1938 wurde am 1. November 1988 am Apollonienmarkt eingeweiht. Im November 1991 beschmierten Unbekannte die Stele mit faschistischen Losungen und Zeichen. Der Sandstein ließ eine Reinigung nicht zu. Nach einer Einlagerungszeit wurde dieser Standort für die Stele gewählt. Aufgestellt zum Gedenken fordert sie in ihrem jetzigen Zustand auch zur Mahnung auf, alles zu tun, damit nie wieder Faschismus und Völkerhaß jüdische Menschenleben fordert.” | Johanniskloster, Innenhof, Schillstraße Sie war 1988 am Apollonienmarkt / Ecke Judenstraße errichtet worden. Nachdem es nach 1990 immer wieder zu Schmierereien an der Stele gekommen war, wurde sie umgesetzt.                             | ?                     | 1988 (1992)                                      |
| mehr Bilder | Stolpersteine Die ersten Stolpersteine in Stralsund wurden im Jahr 2006, verlegt, im Jahr 2023 waren es insgesamt 74. | (siehe Liste der Stolpersteine in Stralsund) | Gunter Demnig         | ?                                                |
|             | Karl-XII.-Gedenkplatte Der schwedische König Karl XII. nahm bei der Verteidigung Stralsunds 1715 gegen preußische, sächsische und dänische Truppen Station in Stralsund. Daran erinnert eine aus schwedischem Kalkstein gefertigte Tafel mit der schwedischen Inschrift „SVERIGES KONVNG CARL DEN XII HADE HÄR SIT WANLIGA NATLÄGA DÅ STRALSUND BELAGRADES AF 3 KNVNGAR FRÅN DEN 19 OKTOB: TIL DEN 22 DEZEMB: 1715“ (dt.: „Schwedens König Karl XII. hatte hier sein gewöhnliches Nachtlager, als Stralsund von drei Königen belagert wurde vom 1. Oktober bis zum 22. Dezember 1715.“). | Frankenkronwerk Die Platte wurde zuerst in der Nische des Frankentores befestigt. Nachdem das Tor abgebrochen wurde setzte man die Platte in das Rathaus Stralsund um; 1892 wurde sie an ihren heutigen Platz am Frankenkronwerk umgesetzt. | ?                     | ?                                                |
| mehr Bilder | Krieger-Ehrenmal für die Gefallenen Gemeindemitglieder der Nikolai-Gemeinde Krieger-Ehrenmal zum Gedächtnis an im Krieg gefallene Gemeindemitglieder. | Gedächtniskapelle in der Nikolaikirche | Hans Schwegerle       | 1931                                             |
|             | Kriegerdenkmal des Ersten Weltkrieges Das 2,50 Meter große Denkmal zur Erinnerung an die deutschen Gefallenen des Ersten Weltkrieges zeigt zwei Männer (Vater und Sohn), von denen einer ein Schwert hält. Es stand ursprünglich am damaligen Hindenburg-Ufer (heute: Sundpromenade) auf einem hohen steinernen Sockel mit der Aufschrift „1914 – 1918 Ihr seid nicht umsonst gefallen“. Die Plastik war als Auftragswerk entstanden. Bei der Vorstellung des Entwurfs stieß die Statue bei ihren Auftraggebern und den Stadtvätern Stralsunds allerdings auf wenig Begeisterung. Dem Kreisleiter der NSDAP fehlte an der Figurengruppe "das heroische Erlebnis des Krieges". Die Kriegervereine jedoch befürworteten das Denkmal in seiner Form. Nach Ende des Zweiten Weltkrieges erließ die Landesregierung den Auftrag, alle Denkmale mit militaristischem Charakter aufzuschlüsseln und zu entfernen. Trotz der eindeutigen Sockelinschrift setzten sich viele Stralsunder für den Verbleib der Plastik ein. Am 2. Dezember 1946 wurde die Beseitigung der Skulptur durch die Schweriner Regierung angewiesen - zu diesem Zeitpunkt hatte das Stralsunder Bauamt die Skulptur bereits ein halbes Jahr eingelagert. Sie stand fortan in einem Bretterverschlag auf dem Gelände des VEB Tiefbau Stralsund. Nach der Wende in der damaligen DDR wurde die Kolbe-Plastik auf den Hof des Katharinenklosters gebracht; eine Aufnahme in die Bestände des Kulturhistorischen Museums erwies sich wegen der Schwere der Plastik als nicht durchführbar. Mitte der 1990er Jahre wurde die Plastik nach einer Ausstellung in der Güstrower Barlach-Gedenkstätte restauriert. | Marinemuseum Dänholm | Georg Kolbe           | 24. Nov. 1935                                    |
|             | Kriegerdenkmal in Devin Das 1921 im Park Devin errichtete Denkmal in Form eines Findlings mit Inschrift zum Gedenken an 45 Kriegstote des Ersten Weltkrieges aus dem Devin wurde im Jahr 2003 wieder errichtet. Es zeigt die Inschrift „Unseren tapferen Kriegern / 1914–18 / Krieger-Verein / Devin u. Umgegend“ und war mit 45, die Namen der Toten tragenden kleineren Feldsteinen eingefasst. Der Gedenkstein wurde in den 1970er-Jahren entfernt und im Jahr 2003 wieder aufgestellt. | Park Devin |                       | 5. Juni 1921                                     |
| mehr Bilder | Pietà Die Pietà ist eine vergrößerte Kopie der “Pietà” Ernst Barlachs. Sie erinnert an die Menschen, die den Kriegen zum Opfer fielen. Auf dem Sockel steht auf der Vorderseite (in Majuskeln): „Ich gebe wieder das was ist / Das Wirkliche und Wahrhaftige / Ernst Barlach“. Auf der Rückseite des Sockels steht (in Majuskeln): „Pieta. Entwurf und Modell von Ernst Barlach 1932 abgelehnt / Ausführung von Hans-Peter Jaeger 1987/88“ | Johanniskloster, Ruine des Kirchenschiffs, Schillstraße | Hans-Peter Jaeger     | 1988                                             |
| mehr Bilder | Ehrenmal für gefallene Sowjetsoldaten Das sowjetische Ehrenmal wurde Ende der 1960er Jahre umgestaltet. Am 7. November 1967 wurde es eingeweiht. Es zeigt einen sowjetischen Offizier und einen Arbeiter. | Neuer Markt, vor dem Nordportal der Marienkirche | Fritz Rogge           | 7. Nov. 1967                                     |
|             | Gedenkstätte für die Opfer der beiden Weltkriege | Marienkirche, Chorumgang, Neuer Markt | Hans Schwegerle       | ?                                                |
| mehr Bilder | Zentrale Gedenkstätte der Kriegsopfer Hier wurden zunächst in einer von der NSDAP befohlenen Großveranstaltung die vorwiegend zivilen Opfer des Bombenangriffs auf Stralsund am 6. Oktober 1944 beigesetzt. Nach dem Zweiten Weltkrieg kamen weitere Opfer des Krieges hinzu, sowohl Deutsche als auch ausländische Opfer. Hier findet alljährlich die zentrale Trauerfeier der Stadt Stralsund am Volkstrauertag statt. | Zentralfriedhof | ?                     | ?                                                |
|             | Fliegergedenkstein Hans-Ernst Meyer Der Gedenkstein erinnert an den am 13. März 1945 bei einem Übungsflug hier abgestürzten 19-jährigen Oberfähnrich Hans-Ernst Meyer. Bis in die 1950er Jahre wurde der Grabhügel gepflegt und geriet dann bis 1991 in Vergessenheit. In diesem Jahr wurde das Grab auf Wunsch des Bruders des Piloten gesucht und wird seitdem wieder gepflegt. | Stadtwald | ?                     | 1945                                             |
| mehr Bilder | Petersson-Gedenkstein und -platte Einer der Kampfgefährten Ferdinand von Schills, der Leutnant Friedrich Gustav von Petersson, wurde vor dem Kniepertor hingerichtet. Zu seinen Ehren wurden im Kampischen Hof ein von Ehrenfried von Storch gestifteter Stein und eine Gedenktafel eingeweiht, die 1933 an das Kniepertor verlegt wurden. siehe auch Schill-Denkmal (Stralsund) | Kniepertor, Knieperstraße | ?                     | ?                                                |
| mehr Bilder | Ferdinand-von-Schill-Denkmal Das Schill-Denkmal wurde anlässlich des 100. Todestages Ferdinand von Schills aufgestellt. Auf der Vorderseite des steinernen Sockels steht in Goldlettern der Name „SCHILL“. Auf der Rückseite des Sockels ist eine Tafel angebracht, die die Inschrift „Dem Andenken Ferdinand's v. Schill und seiner Waffengefaehrten“ enthält. | Schillanlagen, zwischen Sundpromenade und Knieperdamm | Hans Weddo von Glümer | 31. Mai 1909                                     |
| mehr Bilder | Ferdinand-von-Schill-Gedenkstein Der Schill-Gedenkstein erinnert an den Ort, an dem Schill im Kampf fiel. siehe auch Schill-Denkmal (Stralsund) | Fährstraße 20/21 | ?                     | ?                                                |
| mehr Bilder | Lambert-Steinwich-Denkmal Das Lambert-Steinwich-Denkmal erinnert an Lambert Steinwich. Er war zur Zeit der Belagerung Stralsunds durch Wallenstein Bürgermeister von Stralsund. 1894 gründeten Stralsunder Bürger unter der Leitung von Karl Friedrich Theodor Reishaus eine Initiative zur Errichtung eines Denkmals für Steinwich. Das bald darauf gegründete Komitee sammelte Spenden in der Bevölkerung; den größten Beitrag stellte die Familie Hagemeister zur Verfügung. Ende 1903 waren die erforderlichen 20.000 Mark zusammengekommen. Lange Zeit wurde über einen geeigneten Standort diskutiert. Während einige, darunter auch Jacobi, für einen Standort vor dem Kniepertor (auf dem vorgesehenen Platz steht heute das Stralsunder Theater) votierten brachten andere den Vorschlag ein, Steinwich aus dem Rathaus Stralsund auf den Alten Markt tretend darzustellen. Letztlich setzte sich eine Mehrheit durch, die einen Standort auf dem westlichen Teil des Alten Marktes vor dem Commandantenhus befürworteten. Die Einweihung begann mit einem Festgottesdienst in der Nikolaikirche, dann kam es zur offiziellen Übernahme durch die Stadt, vertreten durch ihren Bürgermeister Ernst Gronow. Ein Festmahl für 120 Gäste im Löwenschen Saal des Rathauses schloss sich an. Am Nachmittag dieses Tages fand auf der Vogelwiese ein Volksfest statt. Offiziell „aus verkehrstechnischen Gründen“ wurde das Denkmal am 19. Mai 1938 an seinen jetzigen Standort umgesetzt. | Wulflamufer, am Frankenteich | Wilhelm Jacobi        | 24. Juli 1904                                    |
|             | Gedenkstein für die auf See gebliebenen Seeleute Auf dem Stein befindet sich eine Platte mit der Inschrift „Allen auf See Gebliebenen in stillem Gedenken“ | Seestraße, Nasses Dreieck | ?                     | ?                                                |
|             | Ernst-Thälmann-Denkmal Zu Ehren Ernst Thälmanns wurde das überlebensgroße Ernst-Thälmann-Denkmal (Stralsund) nach einem Entwurf des Leipziger Bildhauers Walter Arnold mit zahlreichen Spenden aus der Stralsunder Bevölkerung und den Betrieben der Stadt am damaligen Ernst-Thälmann-Ufer errichtet. Nach der Grundsteinlegung am 16. April 1961 wurde es 1962 in Anwesenheit von Thälmanns Tochter Irma Thälmann eingeweiht. | Sundpromenade | Walter Arnold         | 18. Aug. 1962                                    |
|             | Tschernobyl-Denkmal Das Denkmal an die Opfer der Katastrophe von Tschernobyl wurde am 20. Jahrestag der Reaktorkatastrophe. Die Übereignung an die Stadt Stralsund erfolgte seitens des Künstlers kostenlos; die Plastik war als Auftragswerk entstanden, der Auftraggeber jedoch nahm die Plastik nicht mehr ab. Auf Initiative des Stralsunder Landtagsabgeordneten Henning Klostermann kam die Plastik nach Stralsund. Der Bildhauer will die Dramatik der Ereignisse des Super-GAUs darstellen; dazu dient ihm auch die Metapher des Bohr'schen Atommodells im Innern der Plastik. | Jakobikirche, südlicher Park | Wilhelm Barthels      | 26. Apr. 2006                                    |
|             | Vertriebenengedenkstein Gedenkstein zur Erinnerung an die Flüchtlinge und Vertriebenen aufgestellt. Initiator war der Bund der Vertriebenen. | Tribseer Damm | ?                     | Sep. 1997                                        |
|             | Liebknecht-Gedenkstein Der Gedenkstein zur Erinnerung an Karl Liebknecht wurde auf dem Gelände der damaligen Offiziershochschule der Volksmarine „Karl Liebknecht“ errichtet. | Große Parower Straße | ?                     | ?                                                |
|             | Die Hockende | Sundpromenade | Hans-Peter Jaeger     | ?                                                |
|             | Papenbrand thom Sunde-Stein Pflasterstein zum Andenken an den Papenbrand thom Sunde. | Neuer Markt |                       |                                                  |
|             | Gedenkstein an die Matrosenaufstände der Novemberrevolution Die Inschrift lautet: „Hier liefen am 10. November 1918 zwei Torpedoboote mit Teilnehmern des Kieler Matrosenaufstandes ein um den Stralsunder Arbeiter- und Soldatenrat bei der Weiterführung der Novemberrevolution zu unterstützen“. Der Sockel stammt aus dem Steinmaterial vom Sowjetischen Ehrenmal in Treptow (Berlin) von dem dortigen Steinmetz für das Ehrenmal. | Marinemuseum Dänholm, ehemaliger Standort: Anlegestelle Weisse Flotte. Auftraggeber: Stadt Stralsund 1988, Abt. Kultur | Adrian Röhrdanz       | 10. November 1988                                |
|             | Denkmal „Waffen in Matrosenhand“ | Marinemuseum Dänholm | ?                     | ?                                                |
|             | Gedenktafel für zwei Stralsunder Antifaschisten sowie einen unbekannten Polen Die Inschrift lautet: „Im ehemaligen Amtsgerichtsgefängnis ermordete die faschistische Terrorjustiz Franz Bruhn Hermann Voss und einen unbekannten polnischen Bürger Die Toten mahnen uns Wir ehren ihr Andenken“. | Bielkenhagen 9, Amtsgericht Stralsund | ?                     | 1980                                             |
|             | Gedenktafel für Wolfgang Heinze Die Inschrift der Gedenktafel für Wolfgang Heinze (Widerstandskämpfer) lautet: „Wolfgang Heinze Geb. 25.1.1911 Mitglied der antifaschistischen Widerstandsgruppe Schumann-Engert-Kresse in Leipzig Hingerichtet von Faschisten am 12.1.1945 in Dresden“. | Wolfgang-Heinze-Straße | ?                     | ?                                                |
| mehr Bilder | Gedenktafel für die zerstörte Synagoge Stralsunds Die Inschrift der Tafel lautet: Geschehene Dinge lassen sich nicht ändern, aber man kann dafür sorgen, dass sie nicht wieder vorkommen. Anne Frank, 7. Mai 1944 Im Hinterhof des Hauses Langenstraße 69 befand sich einst die Synagoge der Jüdischen Gemeinde zu Stralsund. erbaut 1786 – eingeweiht am 30. März 1787 umgebaut 1913 – eingeweiht am 7. September 1913 In der Reichspogromnacht vom 9. zum 10. November 1938 wurde die Synagoge im Zuge antisemitischer Ausschreitungen durch Nationalsozialisten und Sympathisanten in Brand gesetzt und verwüstet. 1939 erzwang die Stadt den „Verkauf“ der Synagoge; die Jüdische Gemeinde löste sich auf. Ihre Mitglieder und deren Familien wurden systematisch enteignet, deportiert und ermordet. Durch den Bombenangriff am 6. Oktober 1944 wurde die Synagoge zerstört; ihre baulichen Reste 1951 komplett abgerissen. Die ursprünglich angebrachte Tafel aus Messing wurde entwendet, sie wurde durch eine Tafel aus Acryl ersetzt. | Langenstraße 69 | ?                     | 28. Apr. 2009                                    |
|             | Juri-Gagarin-Denkmal | Wallensteinstraße 8 | Hans-Peter Jaeger     | 12. Apr. 1969                                    |

## Ehemalige Denkmäler
| Bild | Beschreibung und Hintergründe | Einstiger Standort                                                  | Künstler | Datum der Aufstellung oder Einweihung |
| ---- | --- | ------------------------------------------------------------------- | -------- | ------------------------------------- |
|      | Kriegerdenkmal zur Erinnerung an die deutschen Gefallenen in den Kriegen von 1864, 1866 und 1870/1871 Ein im April 1882 gegründetes „Komitee für die Errichtung eines Kriegerdenkmals“ hatte sich für einen Entwurf des Berliner Regierungsbauführers Franz Wichards entschieden; dieser Entwurf wurde nach der sich schwierig gestaltenden Einbringung von Spenden durch den Steinmetzmeister Wimmel im neogotischen Stil ausgeführt. Das Denkmal wurde Ende 1946 abgerissen. An seiner Stelle ist eine kleine Parkanlage erhalten. | Knieperwall                                                         | ?        | 28. Nov. 1886                         |
|      | Gravelotte-Ehrenmal Im Gedenken an die deutschen Gefallenen des Deutsch-Französischen Krieges wurde im Juli 1910 von ehemaligen Angehörigen des Regimentes „Prinz Moritz von Anhalt-Dessau“ ein Ehrenmal errichtet. Es wurde 1947 abgerissen. Erst im Jahr 2001 wurde eine der einst am Denkmal befestigten Schrifttafeln wiedergefunden; sie ist heute im Marinemuseum Dänholm zu sehen. | Frankendamm auf dem Gelände des heutigen „Stadion der Freundschaft“ | ?        | Juli 1910                             |
|      | Gedenkstein für die im Ersten Weltkrieg gefallenen Soldaten des Infanterie-Regiments „Prinz Moritz von Anhalt-Dessau“ (5. Pommersches) Nr. 42 Am 4. Mai 1922 ersuchte der Prinz-Moritz-Bund, eine Vereinigung ehemaliger Offiziere, die Stadt Stralsund um die Genehmigung, einen Gedenkstein aufstellen zu dürfen. Am 23. Juli 1923 wurde das Denkmal, ein Natursteinblock, im Beisein ehemaliger Regimentsangehöriger, Verwandte und Freunde von Gefallenen eingeweiht. Die Stralsunder Zeitung schrieb darüber am 24. Juli 1923: „Am Ufer des Knieperteiches erhebt sich im Angesicht des Kütertores auf leichter Anhöhe der schlichte, aber wichtige Findlingsblock. Oben sind ein Stahlhelm und die Zahlen 1914-1918 eingemeißelt. Darunter stehen die Worte: ‚denke daran! Inf.-Regt. Prinz Moritz von Anhalt-Dessau (5. Pomm.) Nr. 42.‘ (...) Am Fuße des mit Rosen und frischem Grün geschmückten Denkmals versammelten sich die ehemaligen Kommandeure und die Offiziere des Regiments, Vertreter der Garnison und des Rates sowie Angehörige der Gefallenen. Die Fahnenträger schlossen einen Kreis um den Stein.“ Von einer eigens aufgestellten, mit einer Kriegsflagge dekorierten Kanzel hielt der Divisionspfarrer a. D. Schmidt eine Weiherede. Oberbürgermeister Ernst Gronow erklärte das Denkmal darauf als unter dem Schutz der Stadt stehend. Ein Empfang im Löwenschen Saal des Stralsunder Rathauses sowie ein Volksfest schlossen sich an. In den 1950er Jahren wurde der Gedenkstein gesprengt, die Anhöhe ist noch heute zu sehen. | Küterbastion gegenüber dem Kütertor                                 | ?        | 23. Juli 1923                         |
|      | Gedenktafel Thälmann und Breitscheid Gedenktafel für Ernst Thälmann, Rudolf Breitscheid und vier namentlich genannte Stralsunder Opfer des Faschismus. Die Tafel wurde 1992 entfernt | Rathaus Stralsund Durchgang                                         | ?        | 1946                                  |
|      | Gedenktafel Gustav Kryschki Gedenktafel für den jüdischen Einwohner Gustav Kryschki, der 1944 im KZ Bergen-Belsen ermordet wurde. Die Gedenktafel ist seit 1990 verschwunden | Platz des Friedens                                                  | ?        | 1952                                  |
|      | Gedenkstein Thälmann Der Gedenkstein für Ernst Thälmann wurde von der Schuldirektorin 1992 entfernt. | An den Bleichen Schule                                              | ?        | 1970er Jahre                          |
|      | Gedenkstein Karl Krull Der Gedenkstein für Karl Krull wurde auf Anweisung der Schulleitung 1991 entfernt. | Hermann-Burmeister-Schule                                           | ?        | 1969                                  |
|      | Gedenkstein Liselotte Herrmann Der Gedenkstein für Liselotte Herrmann kam mit Billigung der Schulleitung in den 1990er Jahren in den Bauschutt. | Hansa-Gymnasium, Seestraße                                          | ?        | ?                                     |
|      | Gedenkstein Conrad Blenkle Der Gedenkstein für Conrad Blenkle. Die Inschriftentafel auf dem Feldstein ist verschwunden. | Berufsschule Wirtschaft und Verwaltung früher BS Conrad Blenkle     | ?        | ?                                     |

## Friedhöfe
Ehrungen Einzelner stellen auch Grabmäler dar, siehe dazu den Artikel Stralsunder Friedhöfe.